# Elemento químico representativo

A tabela periódica dos elementos químicos. As colunas representam os grupos. Os grupos 1, 2 e 13 a 18 constituem o grupo dos elementos representativos.

Elementos químicos representativos são, na química e física atômica, o grupo de elementos cujos membros mais leves são representados pelo hélio, lítio, berílio, boro, carbono, nitrogênio, oxigênio e flúor, como disposto na tabela periódica dos elementos. Os elementos representativos incluem os elementos (exceto o hidrogênio) dos grupos 1 e 2 (bloco s), e os grupos de 13 a 18 (bloco p). Os elementos do grupo 12 são considerados metais de transição; no entanto, zinco, cádmio, e mercúrio compartilham algumas propriedades com ambos os grupos (representativos e de transição), portanto alguns cientistas acreditam que eles devem ser incluídos no grupo dos elementos representativos.
Na Terra, os elementos representativos são os mais abundantes, bem como no Sistema Solar e no universo.

## Configuração eletrônica
A configuração eletrônica dos elementos representativos apresenta o último nível com a seguinte distribuição:
ns¹;
ns², ou em
ns²  np1 a 5, onde n é o número quântico principal do último nível de energia.
Desta forma, temos:
- Metais alcalinos (grupo 1): ns¹